# マーテン・シュミット
マーテン・シュミット（Maarten Schmidt、1929年12月28日 - 2022年9月17日）は、オランダの天文学者である。クェーサーの水素のスペクトル線の大きな赤方偏移を発見した。

## 生涯
フローニンゲンで生まれた。ライデン大学でヤン・オールトと研究し1956年に学位を得た。1959年にカリフォルニア工科大学で働くためにアメリカ合衆国に移り、銀河の質量の分布と運動力学について研究した後、電波星の光のスペクトルを研究した。1963年に、クエーサー3C 273の水素のスペクトル線が大きな赤方偏移を示すことを発見した。この発見は、3C273が時速44000km（光速の16%）で太陽系から遠ざかっていることを示しており、フレッド・ホイルの定常宇宙論を否定する結果であった。1991年には光速の94.5%で遠ざかるクエーサーをドナルド・シュナイダー、ジェームズ・E・ガンらと発見している。 

## 賞歴
- ヘレン・B・ワーナー賞 (1964年)
- カール・シュヴァルツシルト・メダル (1968年)
- 米国天文学会 ヘンリー・ノリス・ラッセル講師職（1978年）
- イギリス王立天文学会ゴールドメダル（1980年）
- ジェームズ・クレイグ・ワトソン・メダル (1991年)
- ブルース・メダル（1992年）
- カヴリ賞（2008年）

## エポニム
- 小惑星(10430) Martschmidt [2]。